# Hydrobius fuscipes
Espèce
Hydrobius fuscipes est une espèce d'insectes de l'ordre des coléoptères, de la famille des Hydrophilidae, de la sous-famille des Hydrophilinae.

## Description
Long d'environ 7 mm, il a les élytres noirs aux stries finement ponctuées ; sur les individus vivants, des reflets bleus ou verts sont visibles en pleine lumière ; ses longues pattes sont brun orangé, les fémurs postérieurs velus. Les fins palpes maxillaires bruns dépassent en longueur les antennes qui se terminent par une massue brune.

## Distribution
Vaste aire de répartition dans la partie nord de l'hémisphère nord : Amérique du Nord, Afrique du Nord, Eurasie : en Europe du Portugal à la Scandinavie, à la Roumanie, à la Grèce. Commun en France et en Corse.

## Habitat
Petites pièces d'eau douce calme ou à faible courant à la végétation aquatique et rivulaire riche. Etangs comme celui de Vendres.

## Biologie
Les adultes visibles toute l'année (si les conditions climatiques le permettent) se nourrissent de divers déchets. Les larves carnivores mangent de petites proies aquatiques.